# Suberites latus
Suberites latus är en svampdjursart som beskrevs av Lawrence Morris Lambe 1892. Suberites latus ingår i släktet Suberites och familjen Suberitidae. Inga underarter finns listade i Catalogue of Life.